# Reconocimiento de uniones del mismo sexo en Chile
La legislación en Chile reconoce oficialmente la relación entre personas del mismo sexo mediante la Unión civil y el matrimonio.
Desde 2003, diversas propuestas fueron presentadas por congresistas para reconocer parejas del mismo sexo, ya sea estableciendo la figura de la unión civil como extendiendo el matrimonio civil a este tipo de familias. Sin embargo, sectores de la Iglesia católica,  evangélicos y muchos miembros del Congreso manifestaron su oposición a cualquier tipo de reconocimiento.
Aunque los principales candidatos presidenciales en las elecciones de 2006 y 2010 manifestaron su apoyo al reconocimiento de parejas homosexuales, recién en 2011 fue presentado por el gobierno de Sebastián Piñera un proyecto de ley que creaba el Acuerdo de Vida en Pareja (AVP). Este proyecto de ley finalmente fue aprobado en enero de 2015 creando el Acuerdo de Unión Civil, que podrá ser suscrito por parejas tanto heterosexuales como homosexuales, reconociendo a la familia homoparental pero con algunas distinciones a la familia heteroparental. Este proyecto fue promulgado el 13 de abril de 2015 y las primeras uniones civiles comenzaron a realizarse en octubre del mismo año.
El gobierno de Michelle Bachelet manifestó su intención de iniciar discusiones para legislar respecto al matrimonio igualitario.

## Legislación

### Antecedentes
El primer proyecto que intentaba reconocer de alguna forma las parejas formadas por personas del mismo sexo se presentó en 2003. El proyecto de ley para el “fomento de la no discriminación y Contrato de Unión Civil entre personas del mismo sexo” fue presentado por una bancada transversal por diputados de todos los partidos con representación parlamentaria excepto la Unión Demócrata Independiente. La propuesta, sin embargo, no contaría con suficiente apoyo y fue archivada. 
Durante la campaña presidencial de 2006, los cuatro candidatos se manifestaron a favor de algún tipo de reconocimiento; aunque Michelle Bachelet, Sebastián Piñera y Joaquín Lavín propusieron un tipo de unión civil, Tomás Hirsch se pronunció a favor del matrimonio igualitario.
Tras las elecciones, el gobierno de Michelle Bachelet no propuso cambios a favor de las parejas homosexuales. Sí lo hicieron, sin embargo, varios legisladores oficialistas. En 2008, un proyecto para legalizar el matrimonio entre personas del mismo sexo fue presentado por los parlamentarios Marco Enríquez-Ominami, Isabel Allende, Alfonso de Urresti, Ramón Farías, Guido Girardi y Adriana Muñoz. Durante la elección presidencial de 2009, algunos miembros de la campaña de Eduardo Frei Ruiz-Tagle como los diputados Fulvio Rossi (PS), María Antonieta Saa (PPD) y Gabriel Silber (DC) presentaron un proyecto de «Pacto de Unión Civil» (PUC), iniciativa creada por académicos de la Universidad de Chile y Universidad Diego Portales. Por otro lado, los senadores centroderechistas Andrés Allamand (RN) y Andrés Chadwick presentaron un proyecto para crear el «Acuerdo de Vida en Común» (AVC). Este proyecto, si bien contaba con el apoyo de Sebastián Piñera, candidato presidencial de la Coalición por el Cambio y eventual ganador de dichas elecciones, generó mucha resistencia en parlamentarios de RN y la UDI. 

### Unión civil

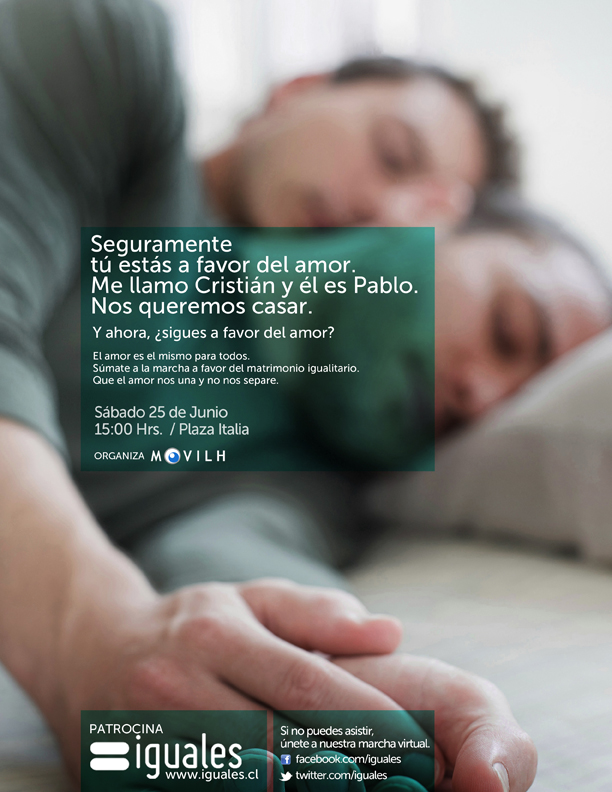
Campaña de la Fundación Iguales y el Movimiento de Integración y Liberación Homosexual a favor del matrimonio entre personas del mismo sexo en Chile.

La resistencia dentro del sector más conservador de la nueva coalición gobernante para reconocer a las parejas homosexuales, generó retrasos en la presentación de un proyecto de ley por parte de la administración Piñera. Esto generó manifestaciones de parte de las organizaciones de derechos de las minorías sexuales, que exigieron al presidente cumplir su promesa de campaña. En tanto, miembros de la Unión Demócrata Independiente presentaron una enmienda constitucional el 11 de agosto de 2011, que buscaba definir el matrimonio como la unión entre un hombre y una mujer como respuesta a la legislación propuesta y la posibilidad de la legalización del matrimonio homosexual por el Tribunal Constitucional, lo que finalmente no ocurriría.
En mayo de 2011, el presidente Piñera dijo que estaba a favor de un proyecto de ley que legalizara una forma de unión civil y que su intención era la de "proteger y salvaguardar [...] la dignidad de las parejas, del sexo opuesto o incluso del mismo sexo". Finalmente, en agosto de ese año fue presentado por el gobierno un proyecto de ley para reconocer a las parejas de hecho, lo cual daría a las parejas del mismo sexo muchos de los derechos disfrutados únicamente por las parejas casadas, como la herencia y el bienestar social y ciertas beneficios de atención médica.
La legislación de Piñera propuso la creación de un «Acuerdo de Vida en Pareja» (AVP), que permitiría a las parejas del mismo sexo registrarse civilmente, obteniendo el reconocimiento por parte del Estado para diversos efectos jurídicos. Su tramitación fue lenta, recién recibiendo urgencia simple a mediados de 2013. El segundo gobierno de Michelle Bachelet, asumido en marzo de 2014, decidió otorgar suma urgencia a la tramitación del proyecto de ley. Durante dicha tramitación, el título del proyecto fue cambiado a «Pacto de Unión Civil» y, posteriormente, a «Acuerdo de Unión Civil». El proyecto de ley fue aprobado en enero de 2015 y fue promulgado por la presidenta Bachelet el 13 de abril de 2015. La ley entrará en plena vigencia en octubre de 2015, permitiendo de esta manera que parejas tanto homosexuales y heterosexuales puedan formalizar una relación.

### Matrimonio entre personas del mismo sexo
Ya durante el gobierno de Piñera, el senador Fulvio Rossi presentó un nuevo proyecto de ley para legalizar el matrimonio homosexual en el país, en agosto de 2010 y que también terminó archivado.
La primera boda gay en el país fue celebrada en septiembre de 2015 en la Embajada del Reino Unido en Santiago, entre un ciudadano chileno y uno británico, aplicando la legislación marital británica bajo el principio de extraterritorialidad y previa autorización del Ministerio de Relaciones Exteriores de Chile.
Pese a que el segundo gobierno de Michelle Bachelet se había comprometido a enviar un proyecto de ley sobre matrimonio entre personas del mismo sexo durante el primer semestre de 2017, como parte de la promesa de campaña y debido principalmente a la demanda presentada por grupos del movimiento LGBT chileno ante la Comisión Interamericana de Derechos Humanos, no fue hasta la cuenta pública presidencial del 1 de junio en Valparaíso, cuando la presidenta Bachelet hizo el anuncio oficial del proyecto de ley para enviarlo al Congreso Nacional durante el segundo semestre de 2017. El 1 de junio de 2021, durante su última Cuenta Pública, el presidente Sebastián Piñera anunció que pondría urgencia al proyecto de ley de matrimonio igualitario presentado durante el segundo gobierno de Michelle Bachelet.
Luego de más de 4 años de tramitación legislativa, el proyecto de ley fue aprobado definitivamente el 7 de diciembre de 2021 por ambas cámaras del Congreso Nacional, siendo despachado para su promulgación por parte del presidente de la República (ocurrida dos días después) y la publicación en el Diario Oficial de la República de Chile.

## Impugnaciones jurídicas
En septiembre de 2010, tres parejas del mismo sexo se presentaron a una oficina del Registro civil e identificación para inscribir su matrimonio (incluyendo una pareja ya casada en la Argentina). Sin embargo, la oficial negó la solicitud ya que no cumplían con el requisito legal de ser parejas formadas por un hombre y una mujer. Tras dicha situación, fue presentado un recurso de protección ante la Corte de Apelaciones de Santiago ya que dicha situación vulneraría, a juicio de los recurrentes, el derecho a la igualdad consagrado por el artículo 19, inciso 2 de la Constitución Política de la República. Ante dicha solicitud, el presidente de la Corte de Apelaciones solicitó un pronunciamiento al respecto al Tribunal Constitucional de Chile.
El 28 de julio de 2011, el Tribunal Constitucional escuchó argumentos sobre la constitucionalidad del artículo 102 del Código Civil, que prohíbe el matrimonio entre personas del mismo sexo. Finalmente, el Tribunal Constitucional rechazó el requerimiento de inaplicabilidad, confirmando la constitucionalidad de la normativa existente.

## Reconocimiento religioso

### Catolicismo
La Iglesia católica en Chile, la religión profesada mayoritariamente por los chilenos, se manifiesta en contra del matrimonio homosexual, como también de la adopción por parte de ellos.  En 2004, el arzobispo de Santiago, Francisco Javier Errázuriz, expresó estar de acuerdo con algún tipo de reconocimiento laico a parejas homosexuales pero manifestó su rechazo a la posibilidad de extender el matrimonio civil a este tipo de parejas. No obstante, la Pastoral de la Diversidad Sexual, una agrupación fundada en 2010 dentro de la Comunidad de Vida Cristiana (CVX), reúne a homosexuales católicos chilenos y sus familias junto a un grupo de religiosos y expertos laicos, reconociendo la diversidad sexual al interior de la Iglesia y aceptándola como tal.

### Protestantismo
Con respecto a las Iglesias evangélicas y protestantes establecidas en el país, sucede una situación similar a la postura oficial de la Iglesia católica, habiendo sectores (especialmente pentecostales) que incluso rechazan abiertamente todo tipo de práctica de carácter homosexual, por ende a todo tipo de reconocimiento. Por el contrario, existen algunas excepciones, tales como:
- La Iglesia Evangélica Luterana de Chile, que tiene una postura a favor de las uniones del mismo sexo y define el matrimonio como «el amor y la unión entre dos personas basado en la confianza y la fidelidad mutua»,[17] sin hacer distinción del sexo de los contrayentes, dejando la libertad a cada comunidad de decidir si realizar una bendición de parejas del mismo sexo o no. Entre las que sí aceptan, la Iglesia Evangélica Luterana La Trinidad de Ñuñoa creó una Pastoral de la Diversidad Sexual con el fin de trabajar estos asuntos dentro de su comunidad.[18]
- La Congregación Nuevo Espíritu de la Iglesia de la Comunidad Metropolitana de Chile, permite el matrimonio homosexual y participa regularmente en actividades y manifestaciones en favor de las minorías sexuales en el país.[19]

### Judaísmo
Algunas comunidades judías chilenas están a favor de realizar un ritual de «bendición» a parejas gay judías que mantienen una vida en común de forma estable. Asimismo, Hod Chile es una agrupación de chilenos LGBT practicantes del judaísmo que participan activamente por la equidad de derechos de los homosexuales en el país.

### Religión mapuche
El 25 de febrero de 2023 se celebró la primera boda entre personas del mismo sexo de acuerdo a los ritos de la religión mapuche y la primera de una perteneciente a los pueblos indígenas de Chile. La ceremonia, en la que se reconoció el vínculo de una pareja compuesta por dos mujeres de 43 y 44 años, tuvo lugar en un bosque nativo en las proximidades de Villa Almagro, comuna de Nueva Imperial, en la Región de La Araucanía, y fue dirigida por un machi como un wefún, la ceremonia de bendición para contraer matrimonio en dicha cultura aborigen. Históricamente, la homosexualidad en la cultura mapuche era algo tolerado socialmente y que incluso tenía rasgos vinculados a la espiritualidad.

## Encuestas
Pese a la idea de que Chile es un país fuertemente conservador, la opinión pública ha manifestado un creciente apoyo hacia el reconocimiento de derechos hacia las minorías sexuales.
Respecto a la unión civil, aunque históricamente han existido menos estudios al respecto, la ciudadanía se ha mostrado consistentemente a favor de estas. Según la encuesta de Cadem realizada en noviembre de 2014, un 65% de los chilenos se muestran a favor del Acuerdo de unión civil aprobado en enero del año siguiente.
Con respecto a la ampliación del matrimonio hacia parejas del mismo sexo, encuestas recientes muestran que la mayoría de la población está a favor. Al año 2004, sólo el 24% se mostraba a favor del matrimonio homosexual, pero en 2009 este apoyo creció al 33,2% sumado a un 26,5% de apoyo a la adopción por parte de parejas homosexuales. La encuesta LAPOP 2010 para Chile mostró un apoyo de un 38% de los encuestados. El apoyo era más fuerte entre las mujeres, donde llega al 42%, mientras en los hombres es de un 34%. También existían notorias diferencias comparando por niveles socioeconómicos (53% en clase alta y 33% en clase baja) y por nivel de escolaridad (48% para egresados de educación superior, mientras 26% en los que sólo obtuvieron educación primaria). En Santiago, el apoyo sería superior al promedio nacional, llegando al 41% de apoyo en 2011.
El apoyo entre la población más joven es mayor: de acuerdo con el Instituto Nacional de la Juventud, en el 2009 el 56% de los jóvenes entre 15 y 29 años apoyaba el matrimonio homosexual y el 51,3% la adopción por parte de parejas homosexuales. Cinco años después, en un estudio realizado hacia el mismo grupo etario que abarcó diferentes aspectos sobre la diversidad sexual y su relación con la juventud, el 70% de los jóvenes se mostraba de acuerdo con permitir el matrimonio igualitario, mientras que el 29% se manifestaba en desacuerdo. El apoyo es mayor entre las mujeres (75%) que entre los hombres (65%), en la gente de clase alta (75%), versus los jóvenes de clase media (73%) y de clase baja (64%), entre quienes viven en Santiago (72%), que entre la gente del resto del país (68%) y entre quienes son poco o nada religiosos (77%) versus quienes son algo (73%), mucho y bastante religiosos (50%). Respecto a la unión civil (llamada Acuerdo de vida en pareja en el momento de la encuesta) un 79% se mostró de acuerdo mientras sólo un 19% dijo estar en desacuerdo con la iniciativa.
La encuesta de Cadem realizada en noviembre de 2014 mostró que el 55% de los chilenos estaba a favor del matrimonio igualitario. Sin embargo, la encuesta que hasta el momento ha demostrado un mayor apoyo hacia el matrimonio entre personas del mismo sexo fue realizada por la misma encuestadora en septiembre de 2015 y muestra que un 60% de los chilenos está a favor, mientras que sólo un 36% se manifiesta en contra. Para su edición del 6 de junio de 2021, luego de que el presidente Sebastián Piñera enviara el 3 de junio la indicación al Senado de "Suma Urgencia" para el proyecto de ley sobre matrimonio igualitario presentado durante el segundo gobierno de Michelle Bachelet en 2017, medida anunciada por Piñera durante su última Cuenta Pública, la encuesta Cadem mostró que un 74% de la población chilena está de acuerdo con el matrimonio entre personas del mismo sexo, evidenciando un apoyo superior al 60% en todos los sectores políticos, incluida la derecha.